# JP 시어스

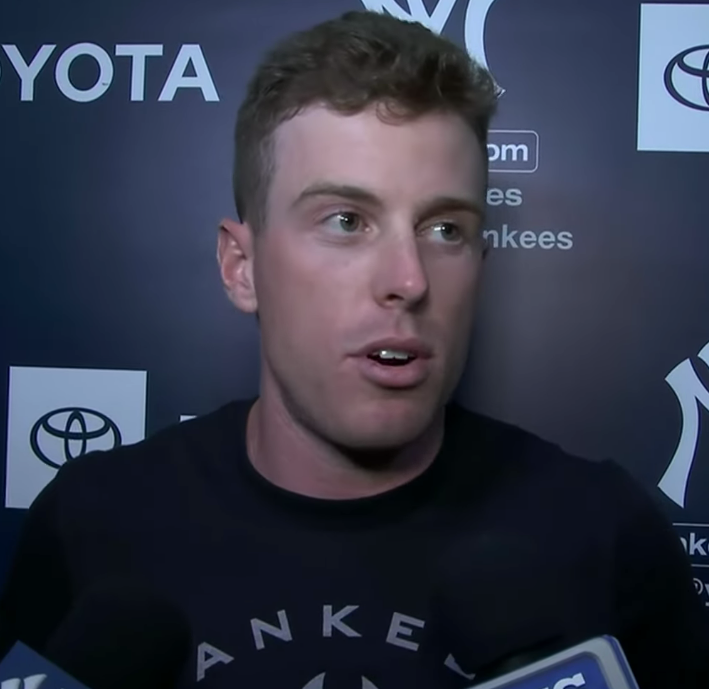
2022년 모습

JP 시어스(JP Sears, 본명: 존 패트릭 시어스, John Patrick Sears, 1996년 2월 19일 ~ )는 메이저 리그 베이스볼(MLB) 오클랜드 애슬레틱스의 미국 프로 야구 투수이다. 2022년 뉴욕 양키스에서 MLB 데뷔를 했다.

## 경력

### 시애틀 매리너스
시어스는 사우스 캐롤라이나주 섬터 (사우스캐롤라이나주)에 있는 사립 학교인 윌슨 홀을 졸업한 후 더 시타델(The Citadel)에 다녔으며 그곳에서 더 시타델 불독스(The Citadel Bulldogs)에서 대학 야구를 했다. 2017년 메이저 리그 베이스볼 드래프트 11라운드에서 시애틀 매리너스에 지명되었다. 에버렛 아쿠아삭스(Everett AquaSox) 및 클린턴 럼버킹스(Clinton LumberKings)와 계약을 맺고 첫 프로 시즌을 보냈으며 27+2⁄3이닝 동안 방어율 0.65로 1-2를 기록했다.

### 뉴욕 양키스
2017년 11월 18일 매리너스는 시어스와 주안 덴(Juan Then)을 닉 럼블로우(Nick Rumbelow)를 위해 뉴욕 양키스로 트레이드했다. 2018년 시즌을 찰스턴 리버독스(Charleston RiverDogs)에서 보냈으며 10경기에 선발 등판해 54이닝 동안 54개의 삼진을 기록하며 방어율 2.67로 1승 5패를 기록했다. 2019년에 탬파 타폰스(Tampa Tarpons)에서 투구했고 48+2⁄3이닝 동안 방어율 4.07로 4승 4패를 기록했다. 2020년 시즌 취소로 인해 마이너리그 경기에 출전하지 못했다. 2021년 시즌을 서머셋 패트리어츠(Somerset Patriots)와 스크랜턴/윌크스-배러 레일라이더스(Scranton/Wilkes-Barre RailRiders)로 나누어 25경기(18선발) 동안 10승 2패, 평균자책점 3.46을 기록했고, 104이닝 동안 136명의 삼진을 기록했다.
양키스는 2021시즌 이후 시어스를 40인 명단에 추가했다. 2022년 양키스 개막일 명단에 이름을 올렸고 4월 13일에 메이저 리그 데뷔를 했다. 시어스는 4월 16일에 메이저 리그 첫 승리를 거두었지만 경기 후 스크랜턴/윌크스배러(Scranton/Wilkes-Barre)로 선택되었다.